# Notolister jocquei
Notolister jocquei är en skalbaggsart som beskrevs av Yves Gomy 1986. Notolister jocquei ingår i släktet Notolister och familjen stumpbaggar. Inga underarter finns listade i Catalogue of Life.